# Ballia (huyện)
Huyện Ballia là một huyện thuộc bang Uttar Pradesh, Ấn Độ. Thủ phủ huyện Ballia đóng ở Ballia. Huyện Ballia có diện tích 2981 ki lô mét vuông. Đến thời điểm năm 2001, huyện Ballia có dân số 2752412 người.